# Józef Nowak (piłkarz)
Józef Nowak (ur. 18 marca 1958 w Chorzowie, zm. 13 sierpnia 2025) – polski piłkarz, grający na pozycji pomocnika, trener piłkarski.

## Kariera
Nowak jest wychowankiem Zrywu Chorzów. Następnie grał w AKS Chorzów. W 1978 roku przeszedł do Śląska Wrocław. W klubie tym zadebiutował w I lidze i rozegrał łącznie dwa mecze. W 1980 roku wrócił do AKS Chorzów. Przed rozpoczęciem rundy wiosennej sezonu 1981/1982 trafił do Ruchu Chorzów, w którym zadebiutował 13 marca 1982 w przegranym 0:2 meczu ze Stalą Mielec. W Ruchu grał do 1990 roku, rozgrywając w barwach klubu 235 meczów. W sezonie 1988/1989 zdobył z Ruchem mistrzostwo Polski. W 1990 roku przeszedł do szwajcarskiego SV Schaffhausen.
Po zakończeniu kariery piłkarskiej był trenerem.

## Statystyki ligowe
| Sezon         | Klub            | Liga           | Mecze | Gole |
| ------------- | --------------- | -------------- | ----- | ---- |
| 1977/1978     | AKS Chorzów     | liga okręgowa  | ?     | ?    |
| 1978/1979     | Śląsk Wrocław   | I liga         | 1     | 0    |
| 1979/1980     | Śląsk Wrocław   | I liga         | 1     | 0    |
| 1980/1981     | AKS Chorzów     | liga okręgowa  | ?     | ?    |
| 1981/1982 (j) | AKS Chorzów     | III liga       | ?     | ?    |
| 1981/1982 (w) | Ruch Chorzów    | I liga         | 7     | 0    |
| 1982/1983     | Ruch Chorzów    | I liga         | 24    | 0    |
| 1983/1984     | Ruch Chorzów    | I liga         | 25    | 1    |
| 1984/1985     | Ruch Chorzów    | I liga         | 22    | 2    |
| 1985/1986     | Ruch Chorzów    | I liga         | 30    | 2    |
| 1986/1987     | Ruch Chorzów    | I liga         | 28    | 1    |
| 1987/1988     | Ruch Chorzów    | II liga        | 30    | 1    |
| 1988/1989     | Ruch Chorzów    | I liga         | 26    | 1    |
| 1989/1990     | Ruch Chorzów    | I liga         | 19    | 1    |
| 1990/1991     | SV Schaffhausen | Nationalliga B | ?     | ?    |